# Erandeni
Erandeni es una localidad del estado mexicano de Michoacán. Es parte del municipio de Tarímbaro.

## Toponimia
El nombre «Erandeni» proviene del purépecha, su significado es «bello amanecer».

## Demografía
| Censo | Población |
| ----- | --------- |
| 2000  | 1070      |
| 2010  | 950       |
| 2020  | 1121      |